# Frederiksborg Orgelbyggeri

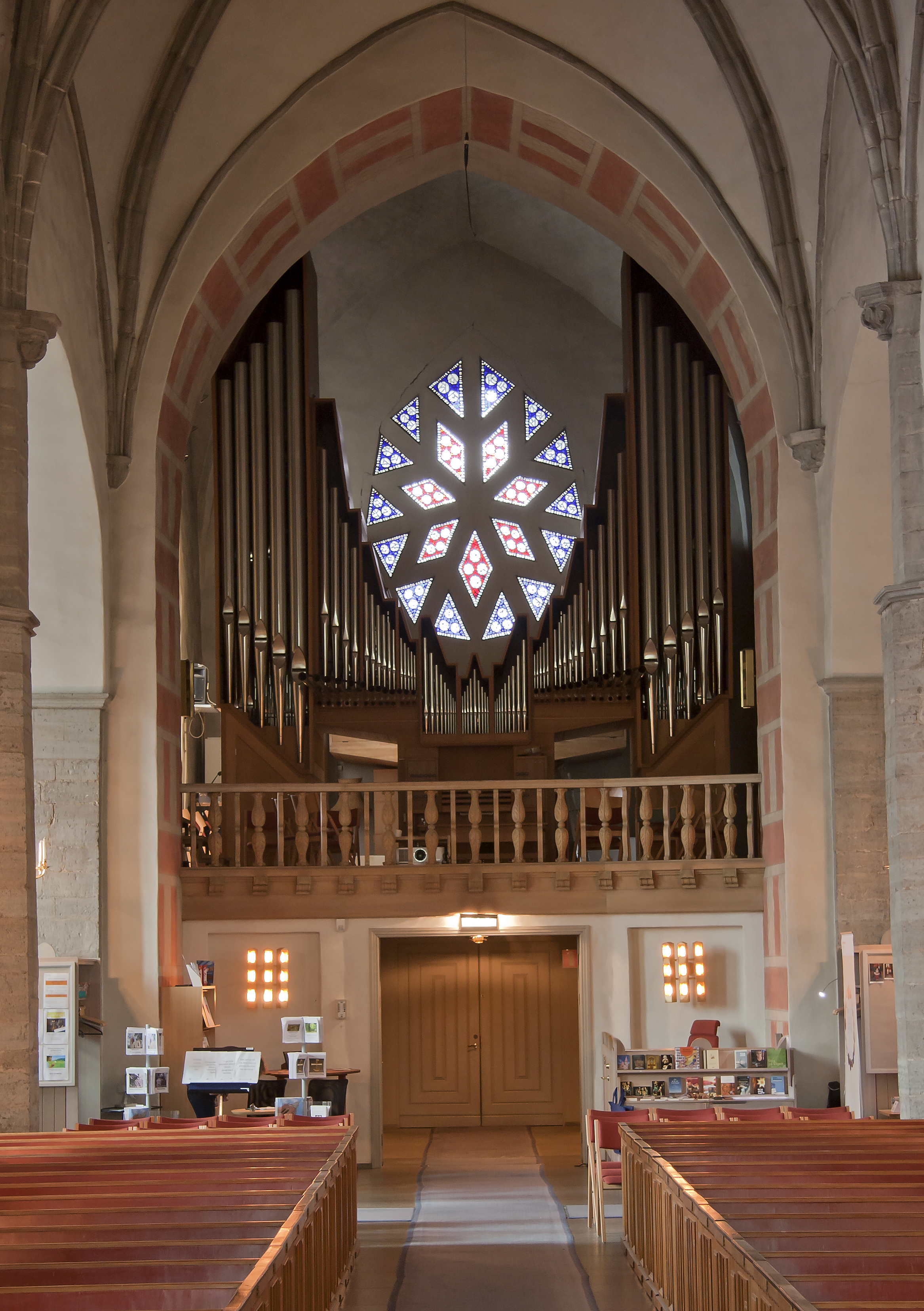
Orgeln i Sankt Nicolai kyrka, Örebro, byggd 1970 efter ritningar av Eppo Rynko Ottes.

Frederiksborg Orgelbyggeri var ett familjeföretag (1945-1988) i Hillerød i Danmark.
Firman grundades 1945 av orgelbyggmästaren Troels Krohn, som fått sin utbildning hos bland andra Marcussen & Søn och företagit studieresor till Tyskland. Under firmans verksamma år fram till 1988 byggde man 317 orglar som levererades till Danmark och de övriga nordiska länderna. Även sonen Finn Krohn, utbildad i Danmark och Schweiz, kom att arbeta i rörelsen och ansvarade främst för instrumentens intonation. Han startade 1979 en egen firma, som han drev fram till sin död 2011. Även dennes son, Troels Wendel Krohn, arbetade en tid på Frederiksborg Orgelbyggeri hos sin farfar innan också han, efter ett drygt decennium i Schweiz, 2001 startade egen firma.

## Orglar i svenska kyrkor (urval)
| År   | Ursprunglig kyrka               | Stift     | Bild | Manualer | Pedal        | Stämmor | Bevarad orgel/fasad | Övrigt |
| ---- | ------------------------------- | --------- | ---- | -------- | ------------ | ------- | ------------------- | --- |
| 1945 | Eringsboda kyrka                | Lund      |      |          |              |         |                     | |
| 1948 | Sandby kyrka                    | Växjö     |      | 2        | Självständig | 17      | Ja/Ja               | |
| 1950 | Edestads kyrka                  | Lund      |      | 2        | Självständig | 12      |                     | |
| 1951 | Torslunda kyrka                 | Växjö     |      | 2        | Självständig | 24      | Delvis/Ja           | Renoverad och omdisponerad 1981 av Johannes Künkels orgelverkstad.                                                              |
| 1951 | Vislanda kyrka                  | Växjö     |      | 2        | Självständig |         | Delvis/Ja           | Omdisponering av tidigare orgelverk.                                                                                            |
| 1951 | Löderups kyrka                  | Lund      |      | 3        | Självständig | 25      | Ja/Ja               | |
| 1952 | Eldsberga kyrka                 | Göteborg  |      | 2        | Självständig | 17      |                     | |
| 1952 | Visseltofta kyrka               | Lund      |      | 2        | Självständig | 14      | Ja/Ja               | |
| 1953 | Hälleberga kyrka                | Växjö     |      |          |              |         | Nej/Nej             | Förstördes i en brand 1976. |
| 1953 | Torsö kyrka                     | Skara     |      | 2        | Självständig | 14      |                     | |
| 1954 | Olofströms kyrka                | Lund      |      | 2        | Självständig | 9       | Ja/Ja               | Orgeln flyttades 1977 till Smedjebackens missionskyrka av Gunnar Carlsson, Borlänge.                                            |
| 1954 | Långemåla kyrka                 | Växjö     |      |          |              |         |                     | |
| 1955 | Hovmantorps kyrka               | Växjö     |      | 2        | Självständig | 23      | Ja/Ja               | |
| 1955 | Arby kyrka                      | Växjö     |      | 2        | Självständig | 17      |                     | |
| 1955 | Uråsa kyrka                     | Växjö     |      | 2        | Självständig | 11      |                     | |
| 1955 | Tjörnarps kyrka                 | Lund      |      | 2        | Självständig | 13      | Ja/Ja               | |
| 1956 | Sövestads kyrka                 | Lund      |      | 2        | Självständig | 12      | Ja/Ja               | |
| 1957 | Getinge kyrka                   | Göteborg  |      | 2        | Självständig | 18      |                     | |
| 1957 | Värsås kyrka                    | Skara     |      | 2        | Självständig | 22      |                     | |
| 1958 | Högby kyrka                     | Växjö     |      | 2        | Självständig | 23      | Ja/Ja               | |
| 1958 | Skatelövs kyrka                 | Växjö     |      |          |              |         |                     | |
| 1958 | Skrea kyrka                     | Göteborg  |      |          |              |         |                     | |
| 1959 | Jäts nya kyrka                  | Växjö     |      | 2        | Självständig | 12      | Ja/Ja               | |
| 1960 | Lidhults kyrka                  | Växjö     |      |          |              |         |                     | |
| 1960 | Ålems kyrka                     | Växjö     |      |          |              |         |                     | Renovering och ombyggnad av tidigare orgelverk.                                                                                 |
| 1960 | Norra Rörums kyrka              | Lund      |      | 2        | Självständig | 11      | Ja/Ja               | |
| 1961 | Västerås domkyrka               | Västerås  |      | 3        | Självständig | 27      | Ja/Ja               | Mekanisk kororgel. |
| 1961 | Strövelstorps kyrka             | Lund      |      | 2        | Självständig | 15      | Ja/Ja               | |
| 1962 | Stenstorps kyrka                | Skara     |      |          |              |         |                     | |
| 1963 | Lessebo kyrka                   | Växjö     |      | 2        | Självständig | 21      | Ja/Ja               | |
| 1963 | Tjärby kyrka                    | Göteborg  |      |          |              |         |                     | |
| 1964 | Voxtorps kyrka                  | Växjö     |      | 2        | Självständig | 9       | Ja/Ja               | |
| 1964 | Vrigstads kyrka                 | Växjö     |      | 2        | Självständig | 15      | Ja/Ja               | Kororgel. |
| 1965 | Reslövs kyrka                   | Lund      |      | 2        | Självständig | 15      | Ja/Ja               | |
| 1967 | Östra Karaby kyrka              | Lund      |      | 1        | Självständig | 7       | Ja/Ja               | |
| 1968 | Stora Hammars kyrka             | Lund      |      | 2        | Självständig | 16      | Ja/Ja               | |
| 1968 | Rängs kyrka                     | Lund      |      | 2        | Självständig | 23      | Ja/Ja               | |
| 1969 | Färingtofta kyrka               | Lund      |      | 2        | Självständig | 14      | Ja/Ja               | |
| 1969 | Fellingsbro kyrka               | Västerås  |      | 2        | Självständig | 33      | Ja/Ja               | Mekanisk orgel. Orgelns fasad är från 1736 års orgel, byggd av Johan Niclas Cahman, Stockholm.                                  |
| 1969 | Fellingsbro kyrka               | Västerås  |      | 1        | Bihängd      | 5       | Ja/Ja               | Mekanisk kororgel. |
| 1970 | Emmaboda kyrka                  | Växjö     |      | 2        | Självständig | 15      | Ja/Ja               | |
| 1970 | Sankt Nicolai kyrka, Örebro     | Strängnäs |      | 3        | Självständig | 39      | Ja/Ja               | |
| 1970 | Sollentuna kyrka                | Stockholm |      | 2        | Självständig | 22      | Ja/Ja               | |
| 1971 | Strängnäs domkyrka              | Strängnäs |      | 4        | Självständig | 60      | Ja/Ja               | |
| 1971 | Rystads kyrka                   | Linköping |      | 2        | Självständig | 24      | Ja/Ja               | |
| 1972 | Norra Åsums kyrka, Kristianstad | Lund      |      | 2        | Självständig | 15      | Nej                 | |
| 1972 | Fors kyrka, Eskilstuna          | Strängnäs |      | 1        | Självständig | 7       | Ja/Ja               | Kororgel. Flyttad 1999 till Kastalakyrkan, Kungälv.                                                                             |
| 1972 | Stora Hammars kyrka             | Lund      |      | 1        | Bihängd      | 5       | Ja/Ja               | Kororgel. |
| 1973 | Åtvids nya kyrka                | Linköping |      | 2        | Självständig | 26      | Ja/Ja               | |
| 1973 | Everöds kyrka                   | Lund      |      | 2        | Självständig | 11      | Ja/Ja               | |
| 1974 | Fors kyrka, Eskilstuna          | Strängnäs |      | 3        | Självständig | 36      | Ja/Ja               | |
| 1974 | Rängs kyrka                     | Lund      |      | 1        | -            | 6       | Ja/Ja               | Kororgel. |
| 1975 | Älmhults kyrka                  | Växjö     |      | 2        | Självständig | 24      | Nej/Ja              | |
| 1976 | Östra Fågelviks kyrka           | Karlstad  |      | 2        | Självständig | 20      | Ja/Ja               | Orgeln har mekanisk traktur och elektrisk registratur. Fasaden är från 1878 års orgel byggd av Salomon Molander & Co, Göteborg. |
| 1977 | Sankt Olai kyrka, Norrköping    | Linköping |      | 2        | Självständig | 20      | Ja/Ja               | Kororgel. |
| 1977 | Bjuvs kyrka                     | Lund      |      | 2        | Självständig | 19      | Ja/Ja               | |
| 1979 | Orsa kyrka                      | Västerås  |      | 2        | Självständig | 18      | Ja/Ja               | Mekanisk kororgel. |
| 1982 | Skegrie kyrka                   | Lund      |      | 2        | Självständig | 10      | Ja/Ja               | |
| 1982 | Ljungakyrkan                    | Härnösand |      | 2        | Självständig | 7       | Ja/Ja               | Mekanisk orgel. |
| 1986 | Ludvika lillkyrka               | Västerås  |      | 2        | Självständig | 7       | Ja/Ja               | Mekanisk orgel. |
| 1987 | Lyviks kapell                   | Västerås  |      | 1        | Självständig | 5       | Ja/Ja               | Mekaniks orgel. |
| 1989 | Orsa kyrka                      | Västerås  |      | 3        | Självständig | 42      | Ja/Ja               | Renovering av tidigare orgel byggd 1942 av Åkerman & Lund, Sundbyberg.                                                          |